# 杓壳背石鳖
杓壳背石鳖（学名：Notoplax doederleini），是新石鳖目毛肤石鳖科Notoplax属的一种。主要分布于中国大陆，常栖息在潮间带。